# Diplocentrum
Diplocentrum es un género que tiene asignadas dos especies de orquídeas. Es originario del sur de la India y Sri Lanka.

## Taxonomía
El género fue descrito por John Lindley y publicado en Edwards's Botanical Register' 18: t. 1522. 1832. 

## Especies deDiplocentrum
- Diplocentrum congestum Wight, Icon. Pl. Ind. Orient. 5: t. 1682 (1851).
- Diplocentrum recurvum Lindl., Edwards's Bot. Reg. 18: t. 1522 (1832).[1]